# 麻黃目
麻黃目（学名：Ephedrales）是裸子植物门盖子植物纲的一目。灌木、亚灌木或草本状，稀为缠绕灌木，高5厘米至2.5米，最高可达8米（Ephedra altissima）。
本目仅1科1属，约40种，分布于亚洲、美洲、欧洲东南部及非洲北部等干旱、荒漠地区。中国有12种4变种，分布区较广，除长江下游及珠江流域各省区外，其他各地皆有分布，以西北各省区及云南、四川等地种类较多；常生于干旱山地及荒漠中。
多数种类含生物碱，为重要的药用植物；生于荒漠及土壤瘠薄处，有固沙保土的作用，也作燃料；麻黄雌球花的苞片熟时肉质多汁，可食，俗称“麻黄果”。

## 下级分类
- 麻黄科 Ephedraceae Dumortier